# USS Stewart (DD-13)
«Стюарт» (англ. USS Stewart (DD-13) — військовий корабель, ескадрений міноносець, головного підтипу типу «Бейнбрідж», що перебував на озброєнні військово-морських сил США на початку XX століття та за часи Першої світової війни.
«Стюарт» був закладений 2 лютого 1899 року на верфі Gas Engine & Power Company & Charles L. Seabury Company у Бронксі, в Нью-Йоркі, де 24 квітня 1902 року корабель був спущений на воду. 23 вересня 1903 року він увійшов до складу ВМС США.
Ескадрений міноносець «Стюарт» у складі «Великого білого флоту» здійснив навколосвітнє турне. Після вступу США у Першу світову війну корабель брав участь у забезпеченні морського судноплавства поблизу зони Панамського каналу і колумбійського узбережжя.

## Історія служби

Карта маршруту Великого Білого флоту (державні кордони на карті 2009 року)

У 1907 році «Стюарт» включили до складу «Великого Білого флоту», який у 1907 році за наказом Президента США Т. Рузвельта за підтримки суден забезпечення здійснив навколосвітню подорож, продемонструвавши усьому світові зрослу міць та силу американського флоту. 17 грудня флот, до якого входили майже усі американські лінійні кораблі того часу, виплив з Гемптон-Роудс і здійснив перехід на південь до Карибського басейну, а потім до Південної Америки, зупиняючись у Порт-оф-Спейн, Ріо-де-Жанейро, Пунта-Аренас та Вальпараїсо серед інших міст. Після прибуття до західного узбережжя Мексики в березні 1908 року флот провів три тижні, тренуючись у бойових стрільбах корабельної артилерії.
Потім флот відновив подорож уздовж Тихоокеанського узбережжя Америки, зупинившись у Сан-Франциско та Сіетлі, а потім перетнувши Тихий океан до Австралії, по дорозі зупинившись на Гаваях. Зупинки в південній частині Тихого океану включали Мельбурн, Сідней та Окленд.
Після Австралії флот повернув на північ до Філіппін, зупинившись у Манілі, а далі рухався до Японії, де в Йокогамі відбулася церемонія привітання. У листопаді в Субік-Бей на Філіппінах протягом трьох тижнів проходили морські навчання. 6 грудня американські кораблі пройшли Сінгапур і увійшли в Індійський океан. У Коломбо флот поповнив запаси вугілля, перш ніж вирушити до Суецького каналу і знову поповнив свої льохи вугіллям у Порт-Саїді. Флот відвідав кілька середземноморських портів, перш ніж зупинитися в Гібралтарі, де міжнародний флот британських, російських, французьких та голландських військових кораблів привітав американців. Потім американські кораблі перетнули Атлантику, щоб повернутися на Гемптон-Роудс 22 лютого 1909 року, подолавши 46 729 морських миль (86 542 км). Там Теодор Рузвельт провів військово-морський огляд свого флоту.

### Перша світова війна
Після вступу США у Першу світову війну корабель включили до експедиційних сил флоту, перекинутих до Європи. 16 січня 1918 року «Стюарт» відплив до Європи разом з «Ворденом», «Гопкінсом», «Макдоно» та «Полом Джонсом». Зупиняючись на Азорських островах з 29 січня по 4 лютого, Стюарт і Ворден прибули до Бреста, Франція, 9 лютого і з 17 числа підключилися до супроводження конвоїв.
23 квітня «Стюарт» патрулював затоку Кіброн, коли побачив два гідролітаки, які скидали бомби, мабуть, на підводний човен. Капітан спрямував свій корабель на це місце. Один літак пролетів над есмінцем, і спостерігач указав на місце виявлення ворожого підводного ПЧ. «Стюарт» побачив спочатку кільватерний слід субмарини, потім її перископ і, нарешті, темну форму корпусу підводного човна під водою. Есмінець скинув дві глибинні бомби, які підняли велику кількість нафти. Цей факт був сприйнятий як доказ знищення човна; але підводний човен U-108 вцілів, був пошкоджений «Портером» через кілька днів і, нарешті, здався в Гаріджі наприкінці війни.

## Міжвоєнний період
Після підписання перемир'я, що завершило Першу світову війну 11 листопада, «Стюарт» припинив ескортування конвоїв. 26 листопада есмінець увійшов у сухий док у Бресті для проведення ремонту. 9 грудня він вийшов з Бреста разом з чотирма іншими есмінцями; і, пройшовши через два дні повз конвой, що перевозив президента Вудро Вільсона до Європи, а 3 січня 1919 року, зробивши зупинки на Азорських і Бермудських островах, есмінці прибули до Філадельфії. 9 липня «Стюарт» вивели з експлуатації, корабель був викреслений з Реєстру військово-морських суден 15 вересня, а 3 січня 1920 року проданий на брухт компанії Henry A. Hitner's Sons Company, Філадельфія.